# Senhor da Serra

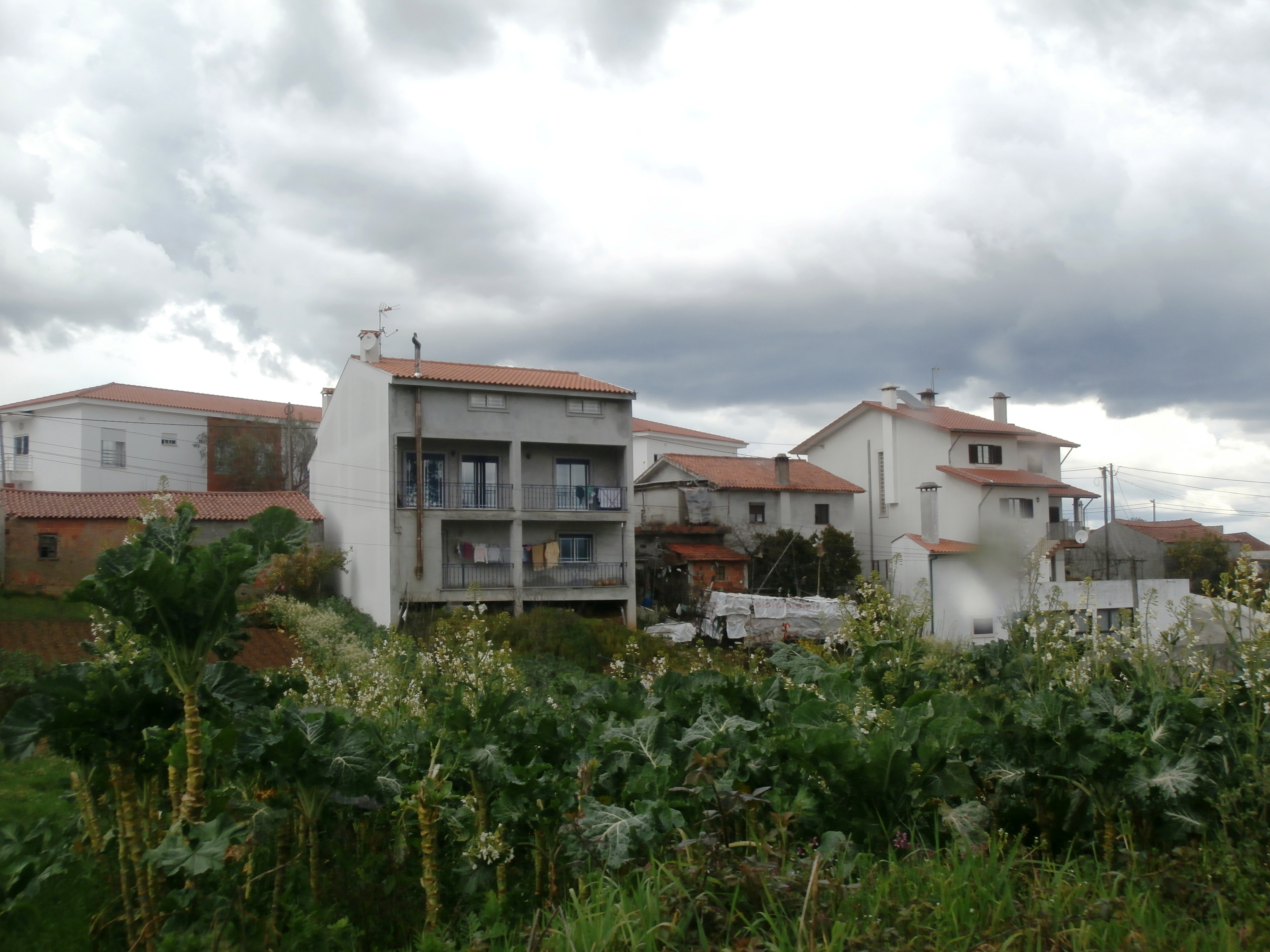
Aldeia de Senhor da Serra

Senhor da Serra é uma povoação pertencente à Freguesia de Semide e Rio Vide do Município de Miranda do Corvo.
É um lugar caracterizado pela sua origem religiosa e a sua situação geográfica no alto de uma serra. Mas o Senhor da Serra não é só um aglomerado de culto religioso, porquanto ali o romper de um dia de verão difere de qualquer outro.
No fim do dia, em forma de poema, assistimos à perfeita harmonia da natureza com o silêncio divino de um pôr do sol magnífico, abençoado por uma brisa magnífica.
Divino senhor da Serra
Que lá está no cabecinho
Muito calor que lá esteja
Sempre lá bole um ventinho

## Santuário do Senhor da Serra
As origens do Santuário do Senhor da Serra estão intimamente relacionadas com a imagem do Santo Cristo colocada onde hoje se ergue a cruz da serra.[carece de fontes?]
Todavia, favorecido por este lugar privilegiado, foi construída pelas freiras de Semide uma capelinha, mandada fazer entre 1653 e 1663, a qual serviu ainda para albergar a imagem do Santo Cristo, cada vez mais visitada devido à fama crescente de milagres.
Foi esta afluência de romeiros conjugada com o aumento do número de habitantes que impôs a construção do actual Santuário do Senhor da Serra.
A iniciativa do actual templo pertenceu ao bispo-conde D. Manuel Correia de Bastos Pina, que nomeou a primeira comissão administrativa da capela em 1897. As obras começaram pelas hospedarias (1899-1900). As da igreja iniciaram-se em 1901, estando concluído o corpo da capela e a torre em Agosto de 1904.
A vinte e um de Agosto de 1896, expirou, no Convento de Semide, D. Maria dos Prazeres Pereira Dias, última freira professa, e, com a morte dela, passou a Capela a ser administrada pelos empregados da fazenda do concelho de Miranda do Corvo, até Agosto de 1897. Neste ano, uma portaria do governo, pelo Ministério da Fazenda, autorizava o Prelado de Coimbra, D. Manoel Correia de Bastos Pina, a nomear uma comissão que recebesse as esmolas do Senhor da Serra e as administrasse. Essa comissão, nomeada a 11 de Agosto de 1897 veio a ser substituída por outra (…). Foi esta comissão que teve a honra de levar a efeito a construção da Capela actual. A 29 de Abril de 1899 resolveu a Comissão começar a obra das hospedarias que ficaram concluídas em 1900. O Divino Senhor da Serra, Capítulo VIII, pág 87, de Senhor Padre Campos Neves.
A capela é uma obra produto das diversas actividades artesanais que se desenvolveram em Coimbra, no fim do século XIX e no princípio do XX, em redor da Escola Livre das Artes do Desenho. O traçado é, ele próprio, uma fusão de elementos neo - góticos e românicos -, com predomínio destes, inspirados nos monumentos de Coimbra.
Tem uma só nave. A torre ergue-se a meio da frontaria, rasgando-se na base o portal e rematando ela em pirâmide. A capela-mor, poligonal, é de tipo nitidamente românico.
Lá dentro podemos apreciar o altar-mor dourado que foi executado pelos alunos da antiga Escola Industrial Brotero em Coimbra sob orientação de João Machado, tal como os belíssimos vitrais, estes sob a direcção do prof. Lapierre.
Outros pormenores de enorme interesse são os azulejos que revestem as paredes, os quais constituem representações de cenas da vida de Jesus, os altares laterais, provenientes Capela da Misericórdia de Coimbra, a pintura do Tecto, obra do pintor Eliseu de Coimbra e o púlpito de pau preto, que constitui uma obra do século XVII, originário da Sé Velha de Coimbra.
Outro motivo que justifica a visita ao Senhor da Serra é a oportunidade de provar a célebre chanfana à Senhor da Serra, cuja receita se pensa ter sido criada no mosteiro de Semide: os pastores pagavam os foros com cabras e, como as freiras não conseguiam manter o rebanho e queriam conservar a carne, assavam-na em vinho, também oferecido pelos rendeiros, e juntavam-lhe o louro e os alhos da quinta.
É com o molho e as sobras da chanfana que se confecciona, igualmente, a típica «sopa do casamento», sendo a carne cozinhada em tradicionais caçoilas de barro tapadas com folhas de couve, pois o concelho desenvolveu, nos séculos XVI e XVII, uma próspera indústria de olaria de barro vermelho.
Ao Senhor da Serra vai
Gente de toda a nação
Ninguém lá vai que não chore
Da raiz ao coração
Ao Senhor da Serra vai
Gente de toda a comarca
Ninguém lá vai que não chore
Quando o Senhor da Serra se aparta